# Seasyde House

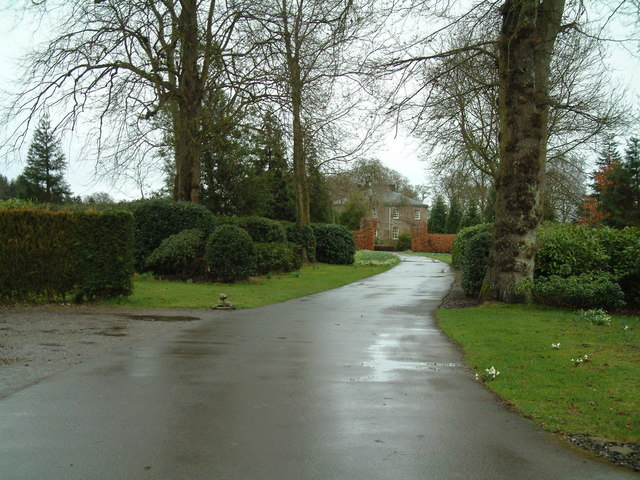
Seasyde House

Seasyde House, auch Seaside House, ist eine Villa nahe der schottischen Ortschaft Errol in der Council Area Perth and Kinross. 1971 wurde das Bauwerk in die schottischen Denkmallisten in der höchsten Denkmalkategorie A aufgenommen.

## Geschichte
Die Villa geht auf ein Gebäude aus dem mittleren 17. Jahrhundert am Standort zurück. Dieses gehörte dem Vater des britischen Admirals Adam Duncan, 1. Viscount Duncan. Es war etwas größer als das heutige Seasyde House und ähnelte der zwischenzeitlich abgebrochenen Villa Seggieden House. Um die Mitte des 18. Jahrhunderts erwarb die Bauernfamilie Hunter das Anwesen. Das heutige Seasyde House wurde vermutlich um 1800 möglicherweise nach einem Entwurf John Patersons errichtet. Möglicherweise wurden entlang seiner Westflanke Fragmente der älteren Villa in die neue Struktur integriert.

## Beschreibung
Seasyde House steht weitgehend isoliert rund drei Kilometer nordöstlich von Errol am Nordufer des Firth of Tay. Die zweistöckige Villa ist klassizistisch ausgestaltet. Ihr Mauerwerk besteht aus grob zu Quadern behauenem Bruchstein. Die nordwestexponierte Hauptfassade ist fünf Achsen weit. Mittig tritt ein dorischer Portikus  heraus. Er ist über eine Vortreppe zugänglich und schließt mit einer Steinbalustrade. Darüber ist ein Drillingsfenster eingelassen. Das Portal schließt mit einem Kämpferfenster. An der rückwärtigen Fassade tritt eine gerundete Auslucht heraus. Entlang der Fassaden sind 9- und 12-teilige Sprossenfenster eingelassen. Das abschließende Dach ist mit grauem Schiefer eingedeckt.